# John Lodge Cowley
John Lodge Cowley (Gran Bretagna, 1719 – Gran Bretagna, 1797) è stato un cartografo, geografo e matematico britannico.

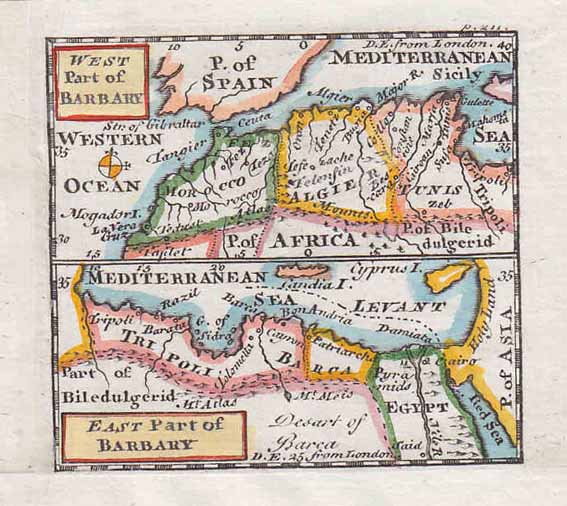
Map of North Africa, tratta da A New and Easy Introduction to the Study of Geography di John Cowley - 1744

Membro della Royal Society, John Cowley fu professore di matematica alla Royal Military Academy di Woolwich, vicino a Londra, per un periodo di diversi anni tra il 1761 e il 1773. Famosi sono i suoi metodi matematici. Fu inoltre un importante geografo, nonché cartografo presso re Giorgio II, che si specializzò nelle mappe raffiguranti le contee della Gran Bretagna, da cui scaturì l'opera più famosa, intitolata Counties of England. Cowley pubblicò diverse mappe, molte di piccole dimensioni, sulle quali appare spesso il suo nome, sebbene su altre appaia quello di Emanuel Bowen in qualità di incisore. Un'altra sua opera degna di nota ma meno famosa delle Counties, fu senza dubbio A New and Easy Introduction to the Study of Geography, che fu pubblicata da Thomas Cox e James Hodges. L'opera fu strutturata su domande e risposte, con delle mappe decorative a seguire. Le sue mappe contengono titoli molto più lunghi di quanto sia solito trovare nello standard delle miniature. John Cowley collaborò con Robert Dodsley per diversi anni nella creazionee delle mappe, e ciò spiega come mai ci si riferisca ad esse con la denominazione di "mappe Dodsley/Cowley".
Tra le sue opere si ricordano le incisioni rappresentanti le costellazioni, eseguite sui globi di vetro creati da Thomas Heath.
Cowley ebbe una figlia, Mrs Johnstone, che ereditò da lui la passione per la scienza e istruì negli anni molti personaggi della nobiltà britannica all'uso dei mappamondi, delle mappe e delle proiezioni.

## Galleria d'immagini

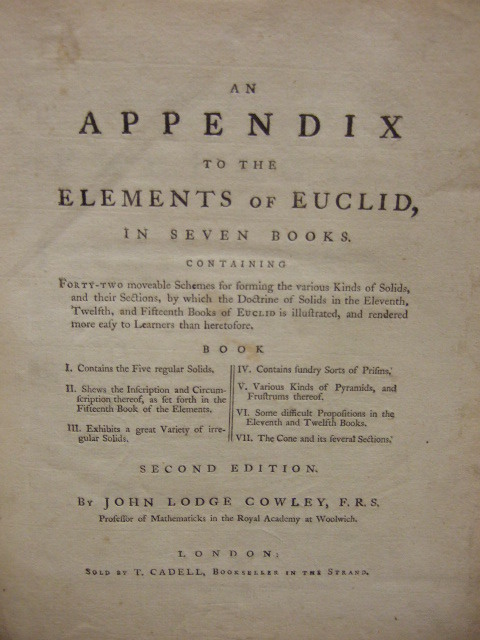
An Appendix to Euclid's Elements in Seven Books, contenente quarantadue incisioni e in cui viene illustrata la dottrina dei solidi descritta nell'XI, XII e XV libro di Euclide, 1758 Londra.
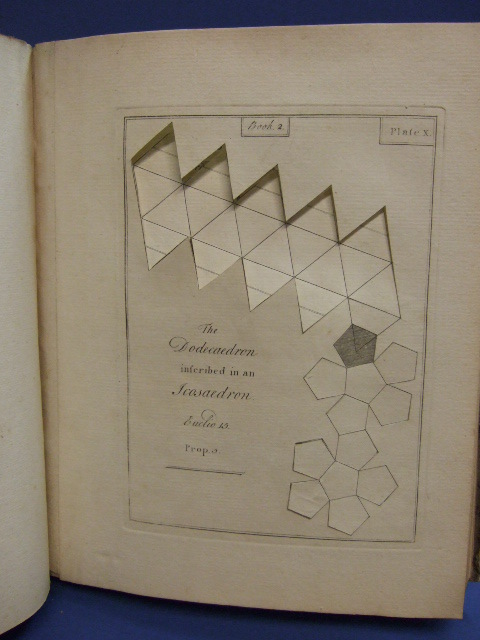
An Appendix to Euclid's Elements in Seven Books, secondo libro, X incisione
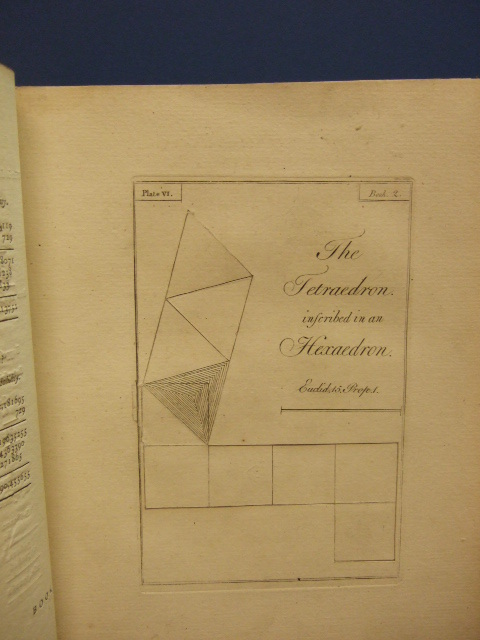
Libro secondo, sesta incisione
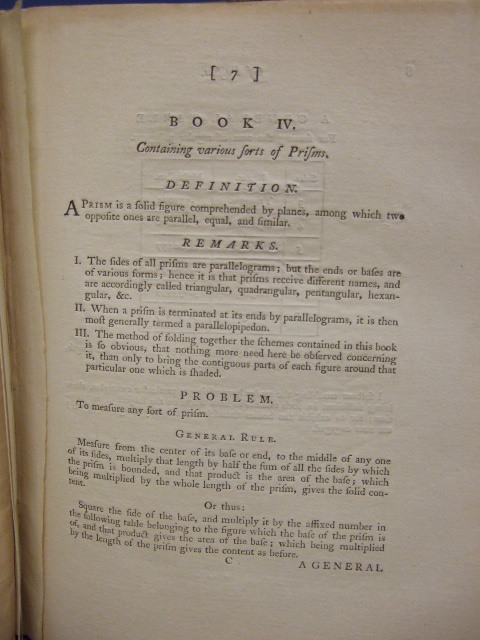
Libro quarto
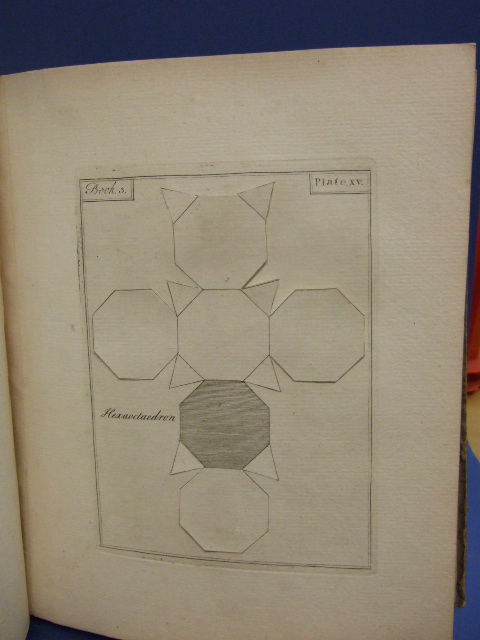
Libro terzo